# یزدان (زیرکوه)
یزدان، روستایی در دهستان پترگان بخش مرکزی شهرستان زیرکوه در استان خراسان جنوبی ایران است.
یزدان در مجاورت مرز افغانستان واقع است و دارای بازارچه مرزی می‌باشد.
یزدان اکنون محل سکونت نیست و در آنجا مسئولان اداری بازارچه مرزی و نیروهای مرزبانی قرار دارند.

## جمعیت
بر پایه سرشماری عمومی نفوس و مسکن در سال ۱۳۹۵، جمعیت این روستا برابر با ۹۴ نفر (۵ خانوار) بوده‌است.